# 德克薩斯女子大學
得克萨斯女子大学（Texas Woman's University），美国德克萨斯州的一所公立大学。校园位于登頓縣登顿市；在休斯敦及达拉斯市亦有两个卫生学中心。

## 历史
1972年，该校的卫生学研究生院开始接受男生。1994年，该校的所有专业向男生开放。